# Квантна телепортација
Квантна телепортација је процес у којем се квантна информација (односно егзактно стање фотона или атома) преноси са једне локације на другу, користећи класичну комуникацију и квантно уплитање између локације која шаље и локације која прима информацију. Пошто зависи од класичне комуникације, која не може поступити брже од брзине светлости, те се овако класични битови не могу пренети брже од светлости. Иако је већ показано да је могуће телепортовати један или више кубита (кјубита) између два атома, још увек није могуће телепортовати молекуле или нешто веће.
Само име је преузето из фикције, нема никаквих осталих веза осим имена, јер се користи искључиво за пренос информација. Иначе квантна телепортација није начин транспортације већ комуникације. Омогућава слање једног кубита са једне локације на другу без потребе да се шаље и сама физичка честица. Рекордна дистанца преноса информације квантном телепортацијом је 143 километара.

## Не-технички резиме
Код ситуација везаних за квантну или класичну информатичку теорију, уобичајено је да се ради са најмањом могућом јединицом информације, такозвани принцип два стања. У класичној информатици ово представља један бит, који се уобичајено представља јединицом или нулом (true или false). Квантни еквивалент је квантни бит или кубит (кјубит). Квантни битови врше шифрирање информације које се називају квантне информације, и која се веома разликује од класичне информације. На пример информације може да буде или копирана ("no-cloning" теорема) или уништена ("no-deleting" теорема).
Квантна телепортација обезбеђује механизам који врши пребацивање једног кубита са једне на другу локацију, без физичког померања честице за коју је кубит иначе везан. Као што телеграф даје могућност брзог преноса класичних битова са континента на континент. Квантна телепортација каже да ће се у будућности и квантни битови овако преносити.
Померање квантних битова заиста изискује померање "ствари", сам протокол телепортације захтева креирање стања квантне уплетености или Беловог стања, као и постојање извора и дестинације. У суштини, пре него да се пошаље квантни бит из града у град мора се успоставити "квантни канал".